# Őt is anya szülte
Az Őt is anya szülte (eredeti cím: Some Mother's Son) 1996-ban bemutatott ír-brit filmdráma, melyet saját és Jim Sheridan forgatókönyvéből Terry George rendezett. A film igaz történet alapján készült, Bobby Sands életét és az 1981-es ír éhségsztrájkot mutatva be. A főbb szerepekben Helen Mirren, Fionnula Flanagan és Aidan Gillen látható.
Világpremierjére az 1996-os cannes-i filmfesztivál Un certain regard szekciójában került sor.

## Cselekmény
|  | Alább a cselekmény részletei következnek! |

Észak-Írországban az IRA tagjaiként letartóztatják Gerard Quigleyt és Frank Higginst. Életfogytiglani, illetve 12 évnyi börtönbüntetést szabnak ki rájuk, mivel letartóztatásukkor egy rendőrt agyonlőttek. A Maze börtönbe kerülnek, ahol az IRA több tagja van bezárva. Jogaik érvényesítése érdekében vezetőjük, Bobby Sands éhségsztrájkba kezd.
Az elkeseredett szülők próbálnak politikusok és egyházi vezetők közbenjárásával segíteni az elítélteknek. Egy brit törvény szerint a szülők is felfüggeszthetik gyermekeik éhségsztrájkját, amennyiben a sztrájkoló állapota miatt eszméletét veszti és kómába kerül. Sands meghal és Quigley anyja aláírja az eszméletét vesztett fia érdekében a nyilatkozatot.
Később a brit kormány teljesíti a foglyok követeléseit. Az 1981 májusától, 1981 októberéig tartó éhségsztrájkban tíz ember vesztette életét.
|  | Itt a vége a cselekmény részletezésének! |

## Szereplők
| Szerep            | Színész           | Magyar hang        |
| ----------------- | ----------------- | ------------------ |
| Kathleen Quigley  | Helen Mirren      | Menszátor Magdolna |
| Annie Higgins     | Fionnula Flanagan | Andai Györgyi      |
| Gerard Quigley    | Aidan Gillen      | Stohl András       |
| Frank Higgins     | David O’Hara      | Csankó Zoltán      |
| Bobby Sands       | John Lynch        | Haás Vander Péter  |
| Farnsworth        | Tom Hollander     | Kerekes József     |
| Harrington        | Tim Woodward      | Fazekas István     |
| Danny Boyle       | Ciarán Hinds      | Helyey László      |
| Alice Quigley     | Geraldine O’Rawe  | Náray Erika        |
| Daly atya         | Gerard McSorley   | Uri István         |
| McPeake felügyelő | Dan Gordon        |                    |
| Theresa Higgins   | Grainne Delany    |                    |
| Liam Quigley      | Ciarán Fitzgerald |                    |
| Miniszter         | Robert Lang       |                    |
| fiatal török      | Stephen Hogan     |                    |

## Fordítás
- Ez a szócikk részben vagy egészben  a   Some Mother's Son című angol Wikipédia-szócikk ezen változatának fordításán alapul.  Az eredeti cikk szerkesztőit annak laptörténete sorolja fel. Ez a jelzés csupán a megfogalmazás eredetét és a szerzői jogokat jelzi, nem szolgál a cikkben szereplő információk forrásmegjelöléseként.